# Eltenberg

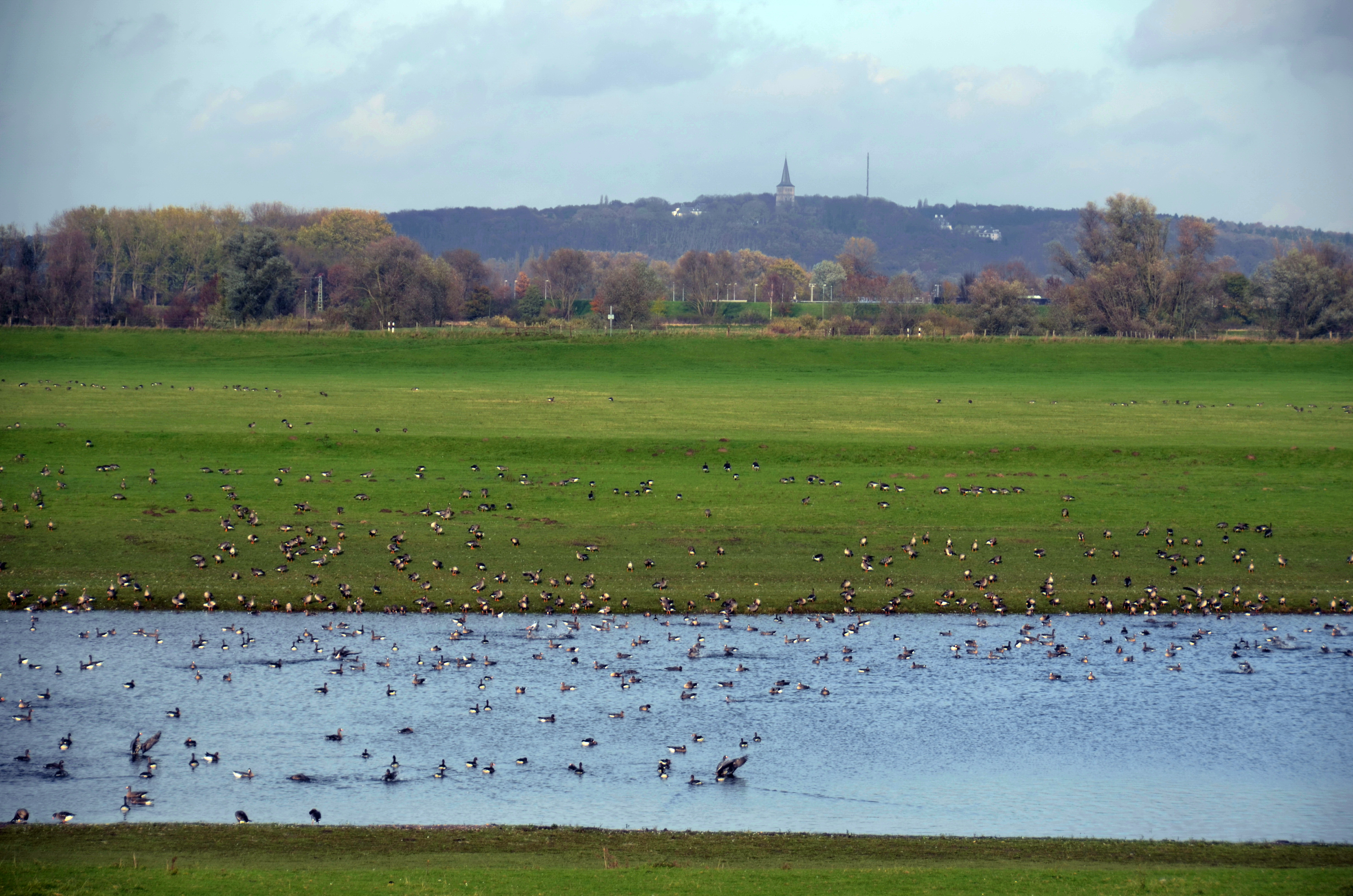
Blik op Eltenberg vanuit Kleef

De Eltenberg, ook Elterberg of Eltenerberg genoemd, is een heuvel bij de Duitse grensplaats Elten. Elten komt van altum wat hoog betekent.
De 'berg' heeft een hoogte van 82,4 meter. Vanuit Nederland is deze heuvel onder andere te bereiken via een 'groene grensovergang' tussen Stokkum en Elten. Deze grensovergang is een landweg die voert over Bundesautobahn 3 en is afgesloten voor auto's. Tussen 1949 en 1963 maakte de Eltenberg deel uit van Nederland. Geografisch bezien is het een onderdeel van het heuvelachtige bosgebied Montferland.
Op de heuvel ligt de dorpskern Hoog-Elten. Markant aan de Eltenberg is dat deze in de wijde omgeving opvalt door de torenspits van de Sint-Vituskerk. Naast hedendaagse beelden is er een duizend jaar oude waterput te bezichtigen, de Drususbrunnen. Deze waterput werd aangelegd om de in 980 gebouwde vrouwenabdij naast de St.Vituskerk van water te voorzien en diende tot de ingebruikname van het waterleidingnetwerk (1931) als watervoorziening voor de bevolking van Hoog-Elten.
Het Pieterpad loopt door Hoog-Elten. Op top van de heuvel staat een zendmast en bevindt zich een sportaccommodatie met een Barfusspfad, een wandelroute die blootsvoets afgelegd kan worden.

## Afbeeldingen

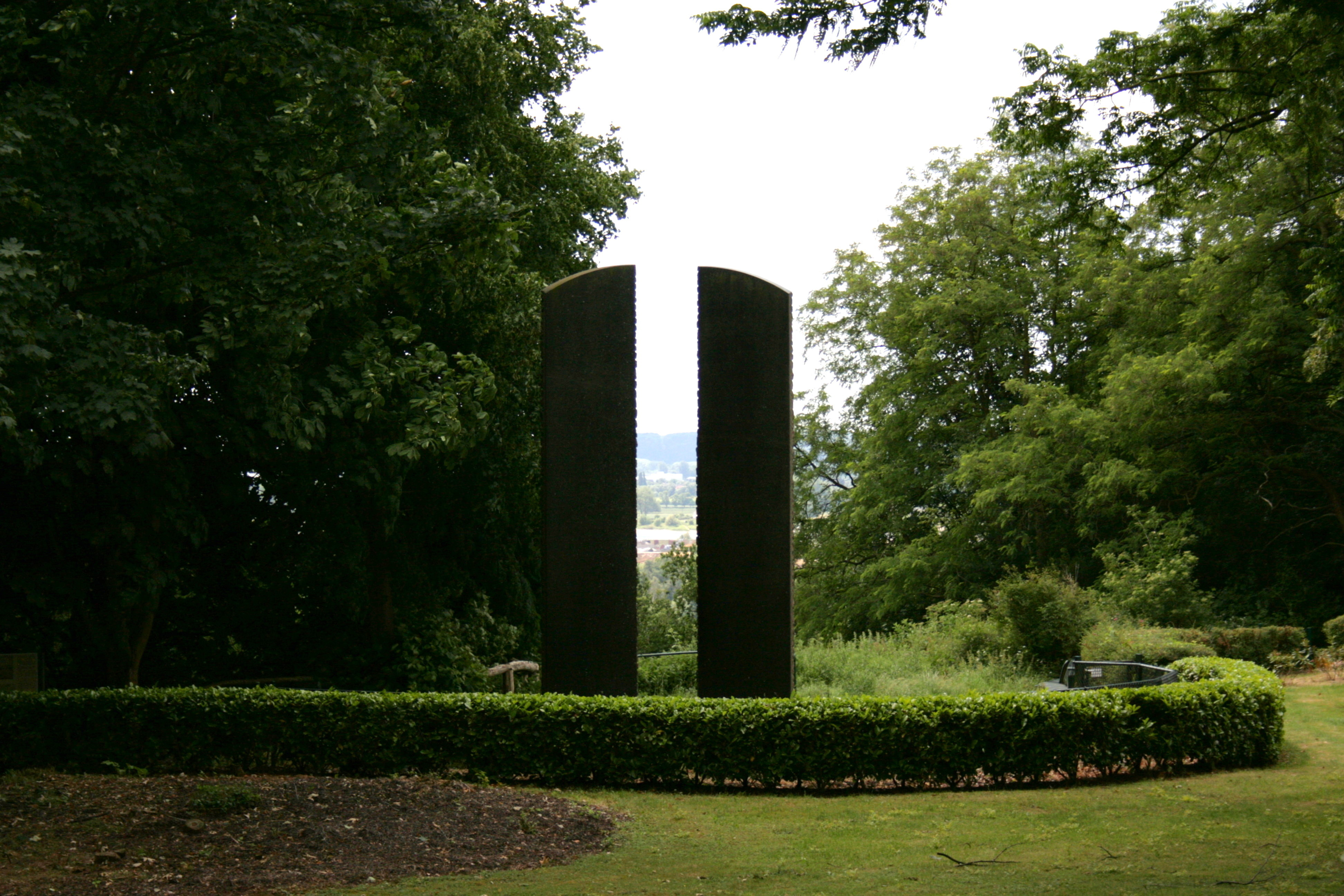
Steintor door Christoph Wilmsen-Wiegmann
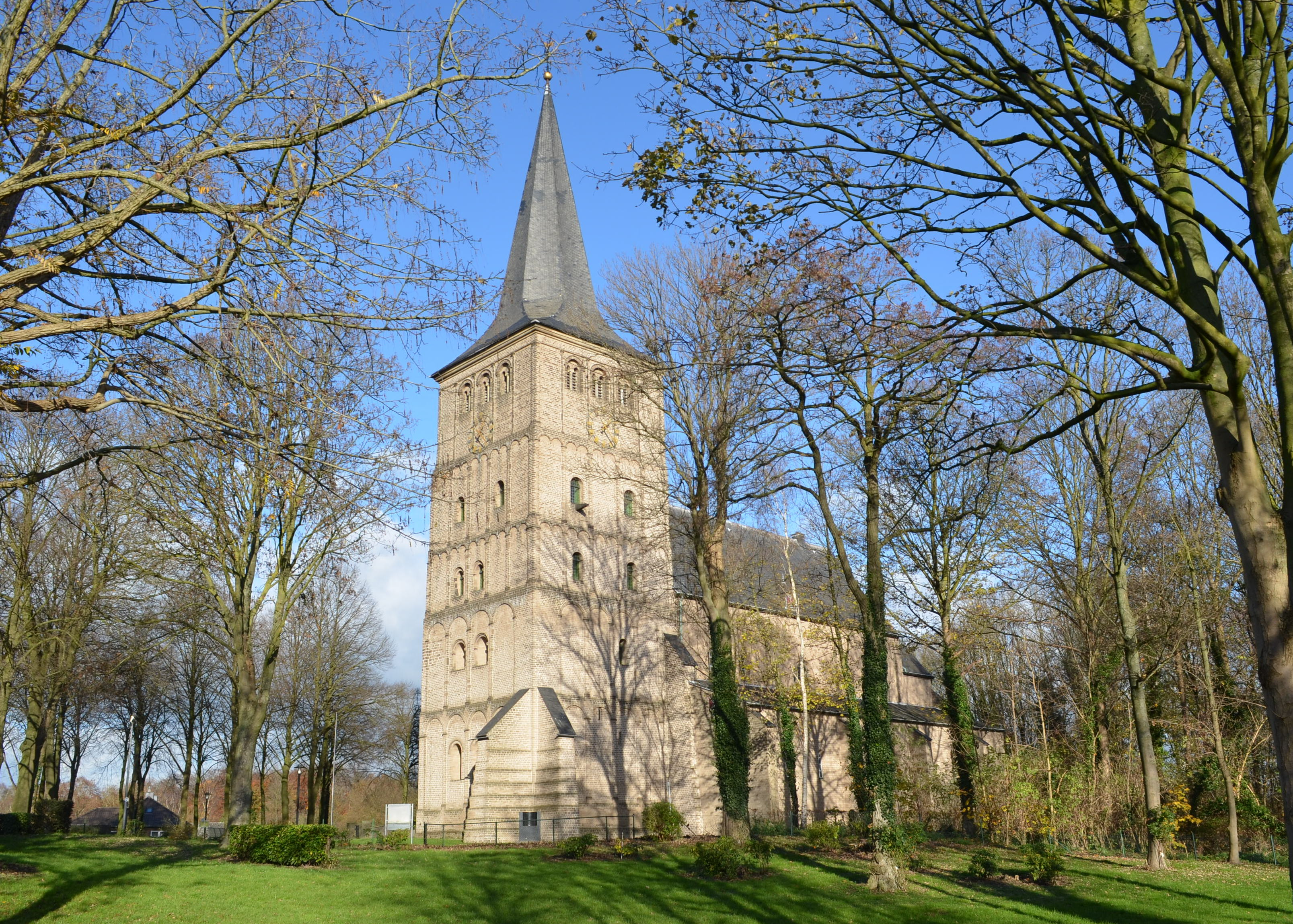
St-Vituskerk, Hoog-Elten
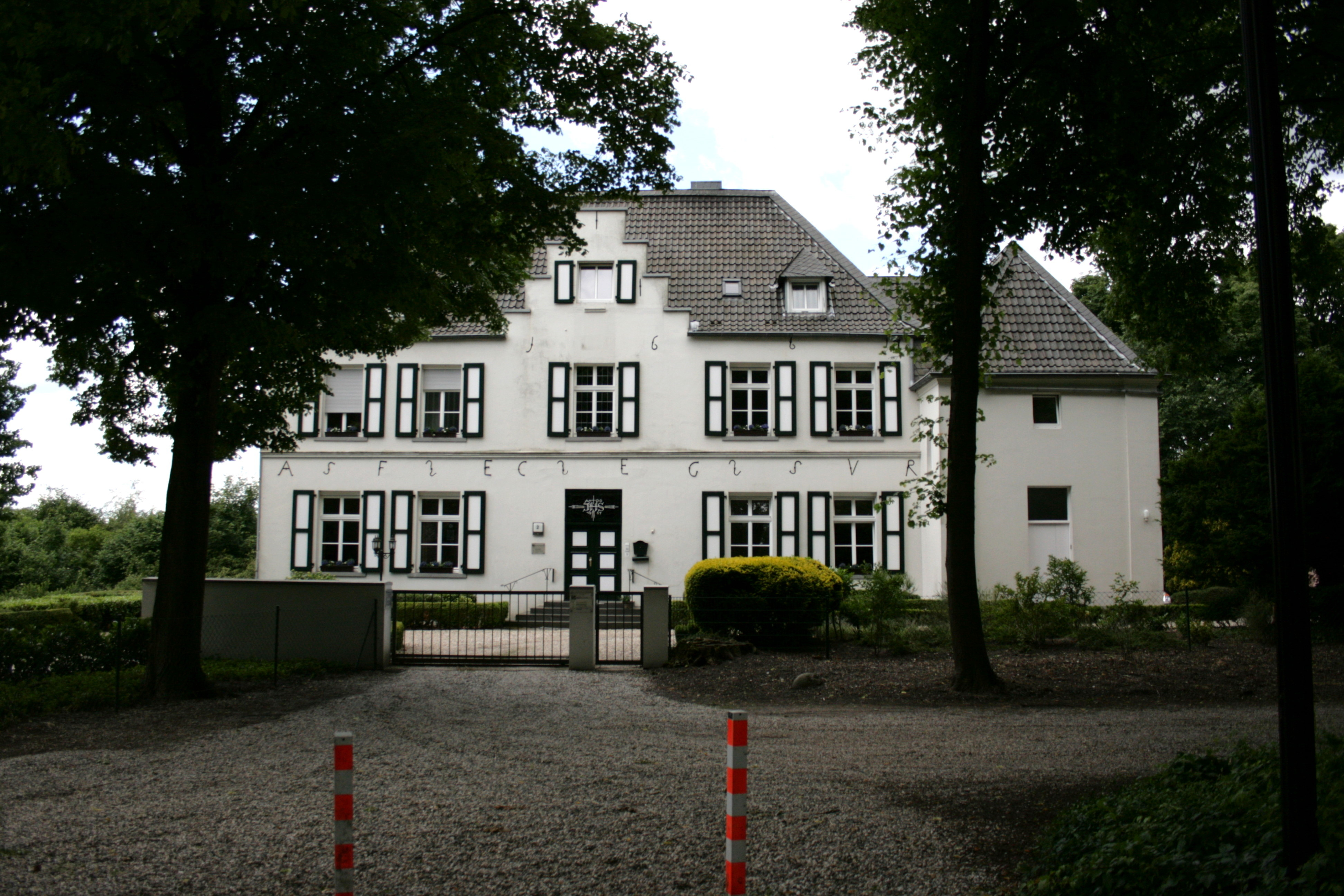
Freiheit 2, Hoog-Elten
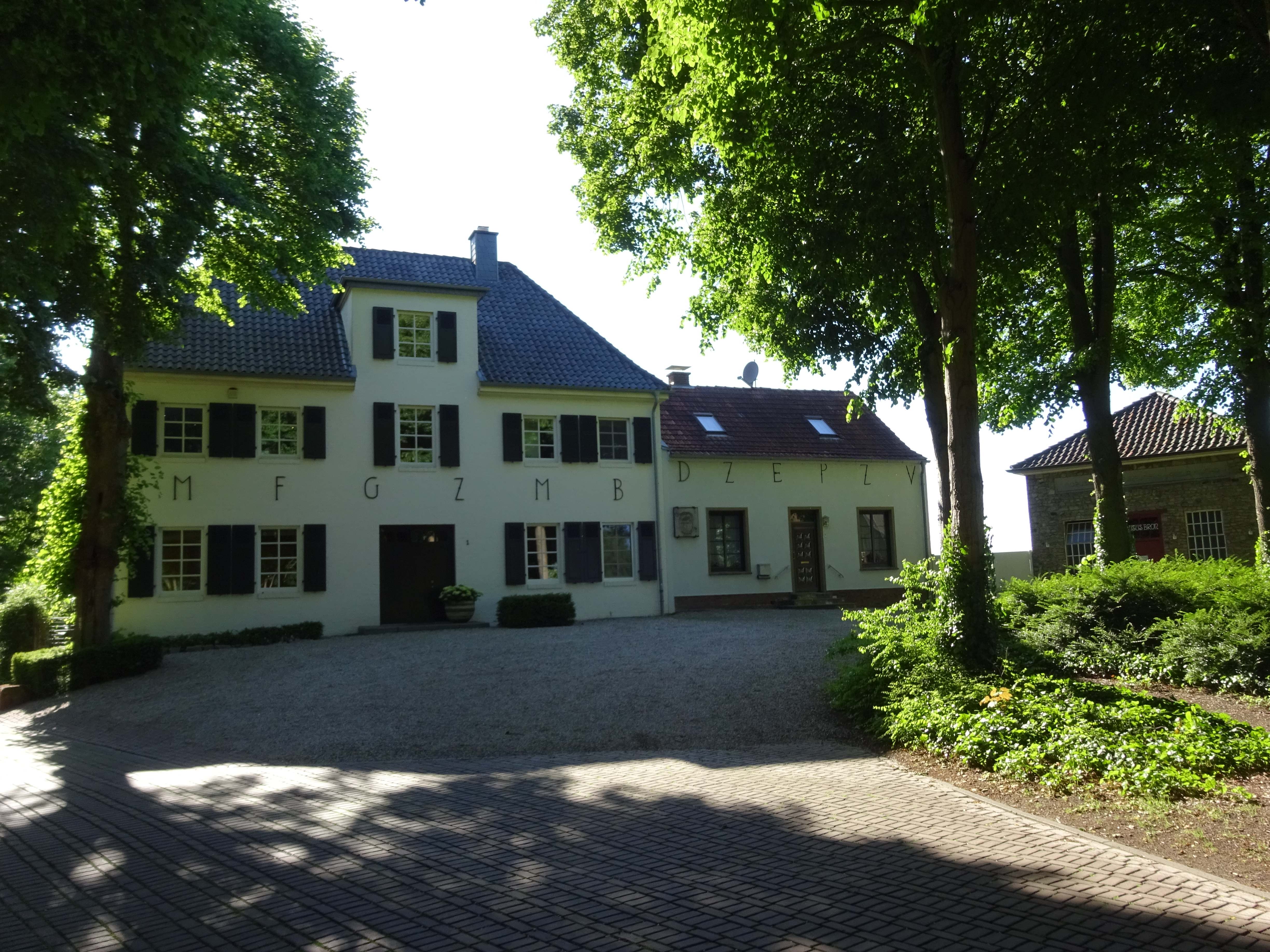
Freiheit 7, Hoog-Elten
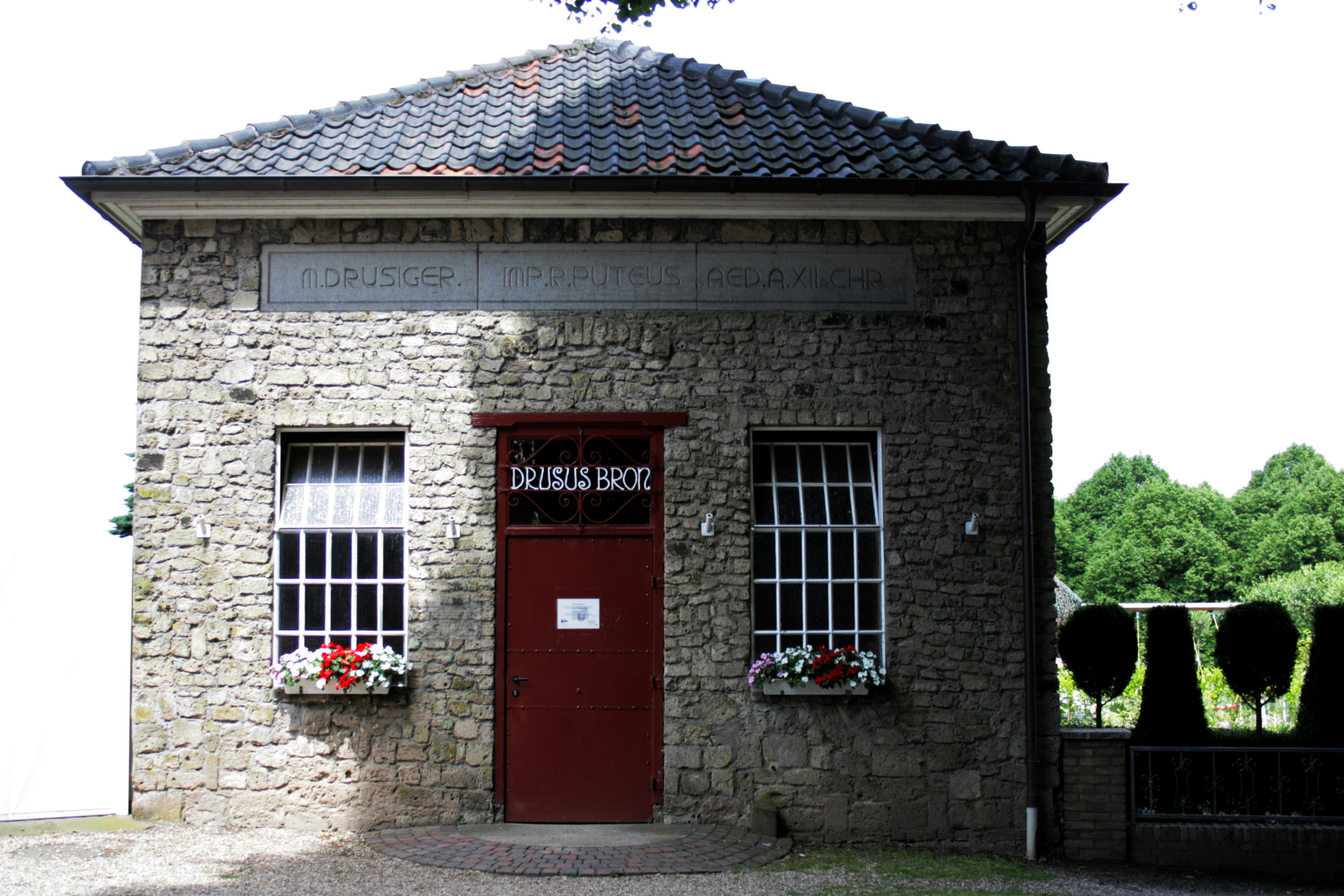
Drususbrunnen
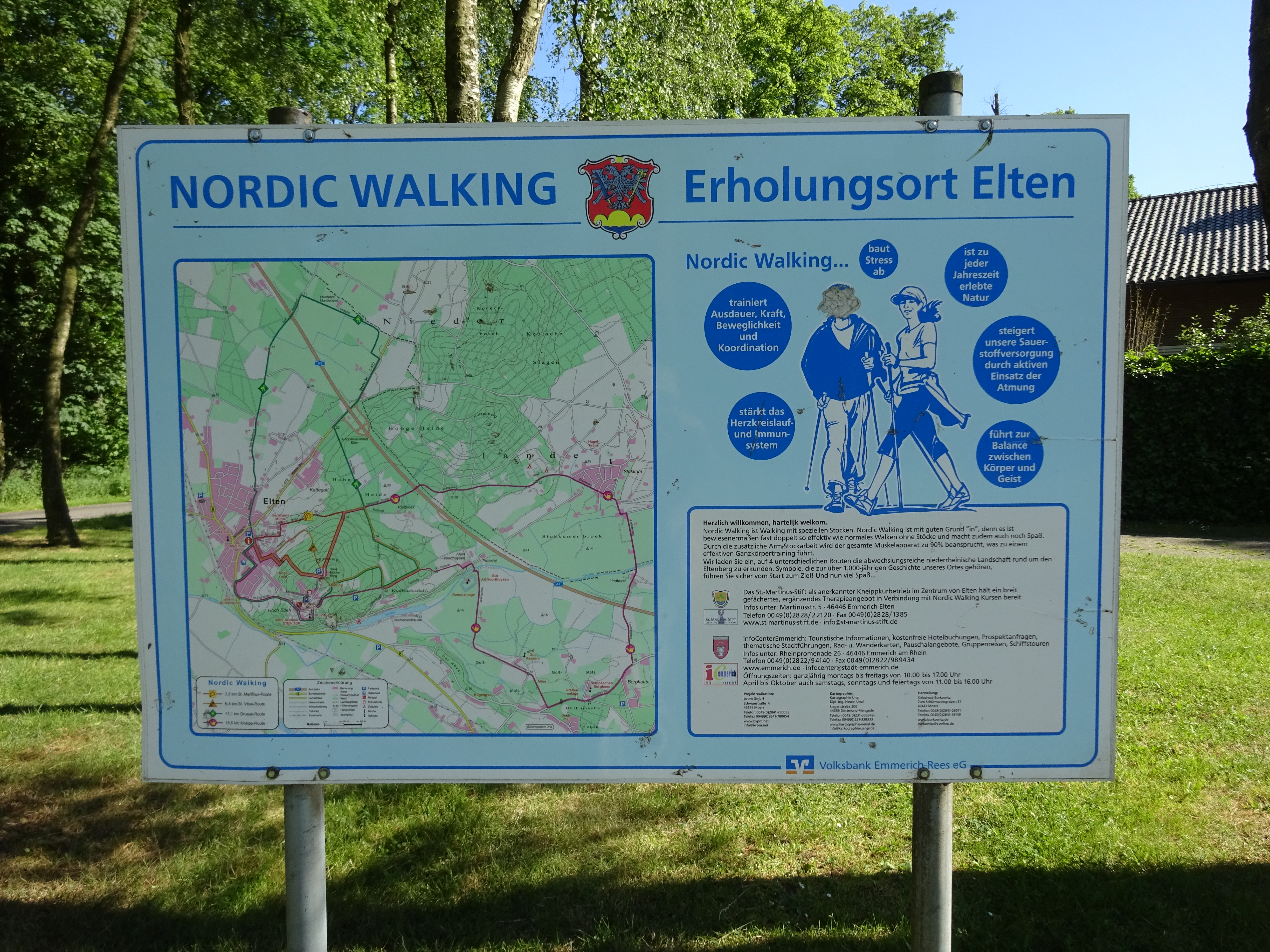
Wandelkaart
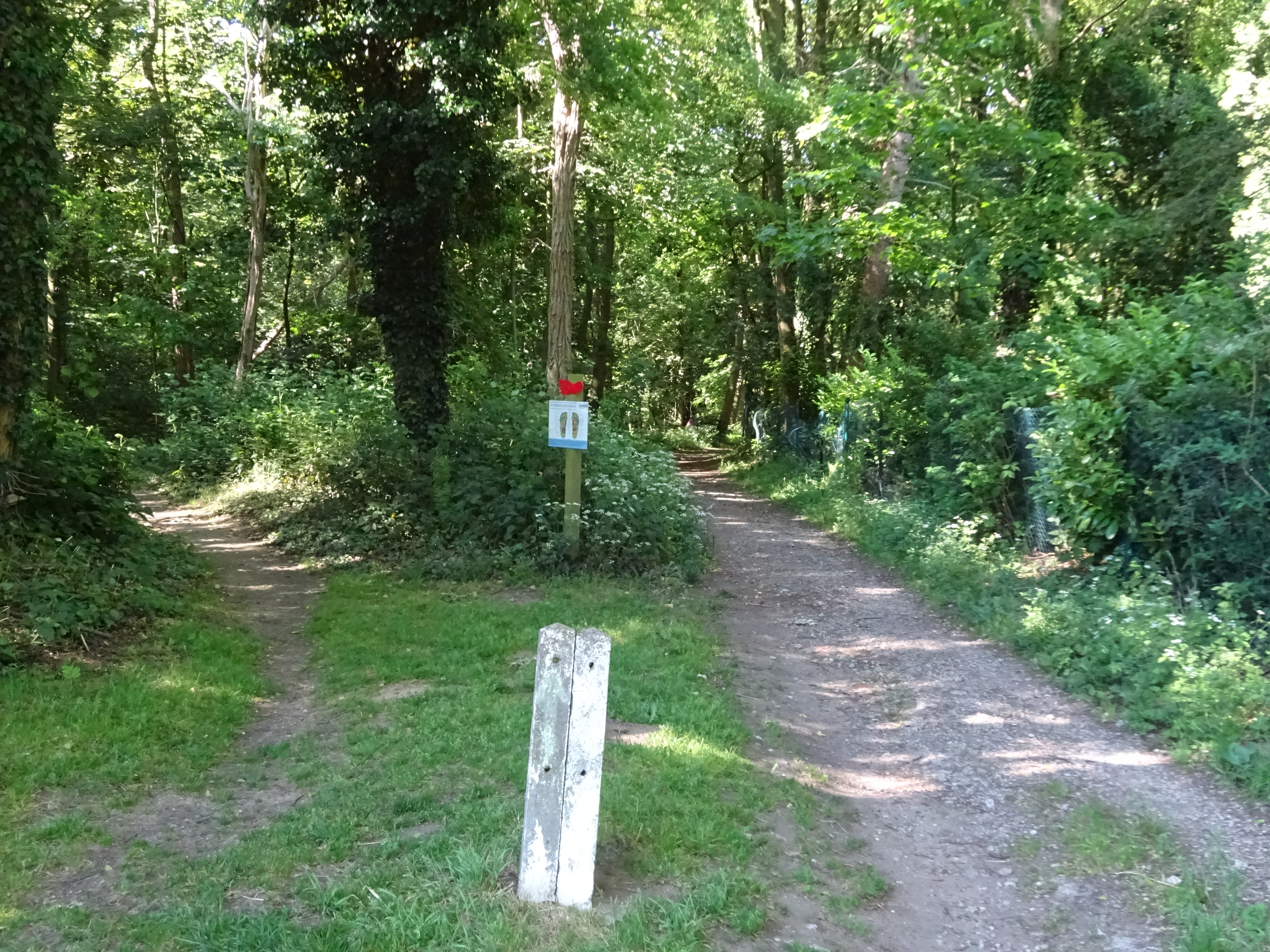
Barfusspfad
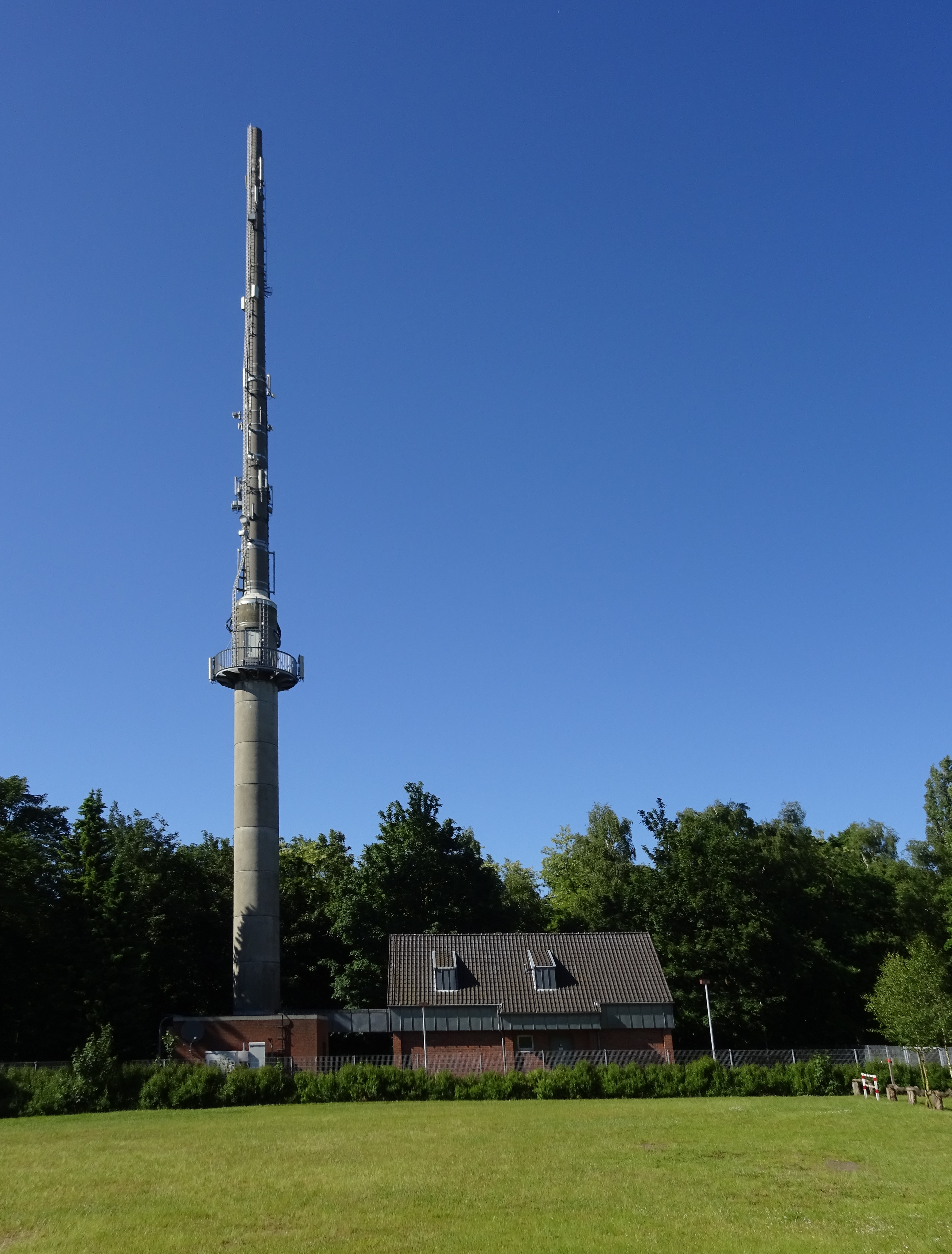
Zendmast